# Home, Before and After
Home, Before and After è l'ottavo album in studio della cantautrice russa naturalizzata statunitense Regina Spektor, pubblicato nel 2022.

## Tracce
1. Becoming All Alone – 4:18
2. Up the Mountain – 4:40
3. One Man's Prayer – 4:05
4. Raindrops – 3:09
5. SugarMan – 4:35
6. What Might Have Been – 2:44
7. Spacetime Fairytale – 8:47
8. Coin – 5:23
9. Loveology – 5:16
10. Through a Door – 4:19

## Formazione
- Regina Spektor – voce, piano, tastiera (3, 5, 6, 8)
- John Congleton – sintetizzatore (tutte), basso (1–3, 5, 7, 8), programmazioni (1–3, 5, 9), percussioni (1–3, 6), batteria (3), chitarra elettrica (3, 5, 7, 8), marimba, vibrafono (5); tastiera (6–8, 10), theremin (6)
- Luke Reynolds – basso (1, 8, 9), chitarra elettrica (3, 5, 6, 8), chitarra acustica (5), sintetizzatore (6)
- Joey Waronker – percussioni (1–3), batteria (3, 5–9)
- Skopje Studio Orchestra – orchestra (1–5, 7–9)